# Jazztrompete
Jazztrompete bezeichnet eine spezifische Bauform der Trompete. Der Begriff benennt auch die Rolle der Trompete im Jazz.
Klassische Trompeter verwenden – vor allem in den deutschsprachigen Ländern – meist die Konzerttrompete mit Drehventilen. Die meisten Jazztrompeter verwenden dagegen die Jazztrompete mit ihren – in der heutigen Form auf François Périnet zurückgehenden – Pumpventilen, da dieses Instrument jazzspezifische Spieltechniken besser unterstützt. Vereinzelt wird auch die Taschentrompete genutzt (z. B. von Don Cherry, Joe McPhee oder Mongezi Feza). Neben der Trompete werden im Jazz häufig auch verwandte Instrumente, insbesondere das Kornett, das Flügelhorn und (seltener) die Zugtrompete verwendet. 
Als Protagonisten auf der Jazz-Trompete bzw. dem Kornett für den Oldtime Jazz gelten insbesondere Louis Armstrong und Bix Beiderbecke. Als zentrale Trompeter für den Bop bzw. Modern Jazz sind Dizzy Gillespie, und Miles Davis zu nennen.

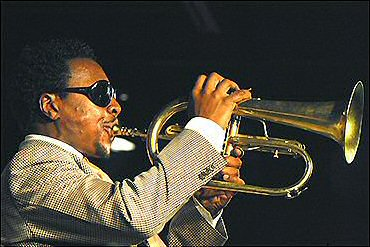
Roy Hargrove, Flügelhorn

## Die Ursprünge und Traditionslinien der Jazz-Trompete

### Die Trompete im traditionellen Jazz
Der Jazzstil wurde auf dem Kornett herausgebildet; die großen „Trompeter“ des New Orleans Jazz waren alle Kornettisten, wie Wild Bill Davison (1906–1989), Muggsy Spanier (1906–1967) und schließlich Rex Stewart (1907–1967).
Warum Joachim-Ernst Berendt in der ersten Ausgabe seines Das Jazzbuch (1953) die Trompete als das Hauptinstrument im Jazz bezeichnete, ist unklar.
Zur ersten Generation der Jazz-Kornettisten gehörten der legendäre Buddy Bolden (1877–1931), Freddie Keppard (1890–1933), Manuel Perez (1879–1946), Bunk Johnson (1889–1949 – seine ersten Aufnahmen entstanden erst 1942), Papa Celestin (1884–1954), Natty Dominique (1896–1982), Tommy Ladnier (1900–1939) und King Oliver (1885–1938).
Louis Armstrong (1901–1971), der (laut Digby Fairweather) mit Bix Beiderbecke wohl einflussreichste Musiker der klassischen Ära, setzte dann 1928 die Trompete an die Stelle des Kornetts. 1929 spielte Jack Purvis sein „Copyin’ Louis“ ein, das aus lauter Versatzstücken Armstrongs bestand.
Berendt erwähnt als weitere Traditionslinie die der weißen Trompeter, beginnend mit Nick LaRocca (1889–1961), dem Gründungsmitglied der Original Dixieland Jass Band, dann Sharkey Bonano (1904–1972) und Muggsy Spanier. LaRocca und Bonano waren Vorbilder für den früh verstorbenen Bix Beiderbecke (1903–1931); hierzu gehören Bunny Berigan (1908–1942), Jimmy McPartland (1907–1991), Bobby Hackett (1915–1976) und der Bandleader Harry James (1916–1983).

Rex Stewart mit dem Duke Ellington Orchester (1943)

### Ellingtons Trompeter und der Swing
Berendt erwähnt unter den frühen Jazztrompetern die Ellington-Trompeter, die Meister des Jungle style, die den Growl-Effekt einführten. Der erste dieser jungle-Kornettisten war Bubber Miley (1903–1932), einer der wichtigsten Musiker
des frühen Ellington Orchesters in den 1920er Jahren. Bubber stand stark unter dem Einfluss von King Oliver; berühmt war sein Solo in Black and Tan Fantasy von 1927, das er mitkomponiert hatte. Mileys Nachfolger waren Arthur Whetsol (1905–1940), Rex Stewart und Cootie Williams (1911–1985); dessen wichtigster Titel in der Ellington-Band waren Echoes of Harlem und Concerto for Cootie. Der growl-Stil der Ellington-Musiker beeinflusste u. a. Sidney De Paris (1905–1967), Max Kaminsky (1908–1994) und nicht zuletzt Hot Lips Page (1908–1954), der neben Armstrong als wichtigster Trompeter der 1930er Jahre galt. Henry Red Allen (1908–1967), der schon vom New Orleans-Stil abwich, wurde von seinen Musikerkollegen mehr als vom Publikum geschätzt. Modernere Tendenzen zeigte das Spiel von Roy Eldridge (1911–1989), Buck Clayton (1911–1991), Harry Sweets Edison (1915–1999) und Charlie Shavers (1917–1971); Sweets und Buck gehörten zu den großen Solisten des Count Basie Orchesters; weitergeführt wurden deren Traditionen u. a. von Ruby Braff (1917–2003) und Warren Vaché.
Charlie Shavers wiederum war mit seinen hohen Tönen Vorbild für Maynard Ferguson (1928–2006), der in der Stan Kenton Band bekannt wurde, sowie später für Arturo Sandoval. Weitere wichtige Swingtrompeter waren Billy Butterfield und Johnny Best.
Berendt hob die Pionierarbeit der Swing-Trompeter – insbesondere von Eldridge – hervor, die sich dann auf die Trompeter des Bebop, wie Dizzy Gillespie (1917–1993) und Fats Navarro (1923–1950) auswirkte. Auch Howard McGhee (1918–1987) und Miles Davis (1926–1991) waren von Gillespie beeinflusst. 1953 glaubte Berendt, dass Davis der Musiker war,
der der Jazz-Trompete ihren Weg weisen werde: lange, weit geschwungene melodische Bögen, noch weniger Vibrato als Dizzy.

### Miles Davis/Hardbop/Cool
Mit Miles Davis, der seine Laufbahn in Charlie Parkers Band 1945 startete, begann die zweite Phase der modernen Jazztrompete nach Dizzy Gillespie, so Berendt 1991: So spielt sich die Entwicklung der Jazztrompete im Widerspiel zwischen Dizzy und Miles ab, sowie dem Einfluss Navarros, an dessen Stelle später Clifford Brown (1930–1956) trat. Chet Baker (1929–1988), Johnny Coles (1926–1997) und Art Farmer (1928–1999) stehen eher Miles nahe; die Trompeter des Hardbop stehen mehr in Verbindung mit der Vitalität des Bebop; Donald Byrd, Thad Jones, Lee Morgan, Bill Hardman, Nat Adderley, Ira Sullivan, Ted Curson, Blue Mitchell, Booker Little und schließlich Freddie Hubbard (1938–2008) und Woody Shaw (1944–1989) sind Trompeter dieser Richtung. Hubbard gilt als einer der glanzvollsten Trompeter einer Generation, die mit einem Fuß im Hardbop-Lager, mit dem andern im Fusion-Lager steht. Woody Shaw integrierte die Einflüsse des modalen Jazz in den Bop. Anfang der 1980er Jahre hatte er eine Formation, dessen frontline nur aus Blechbläsern bestand; nur Trompete und Posaune, gespielt von Steve Turre (The Moontrane).

### Neo-Bop

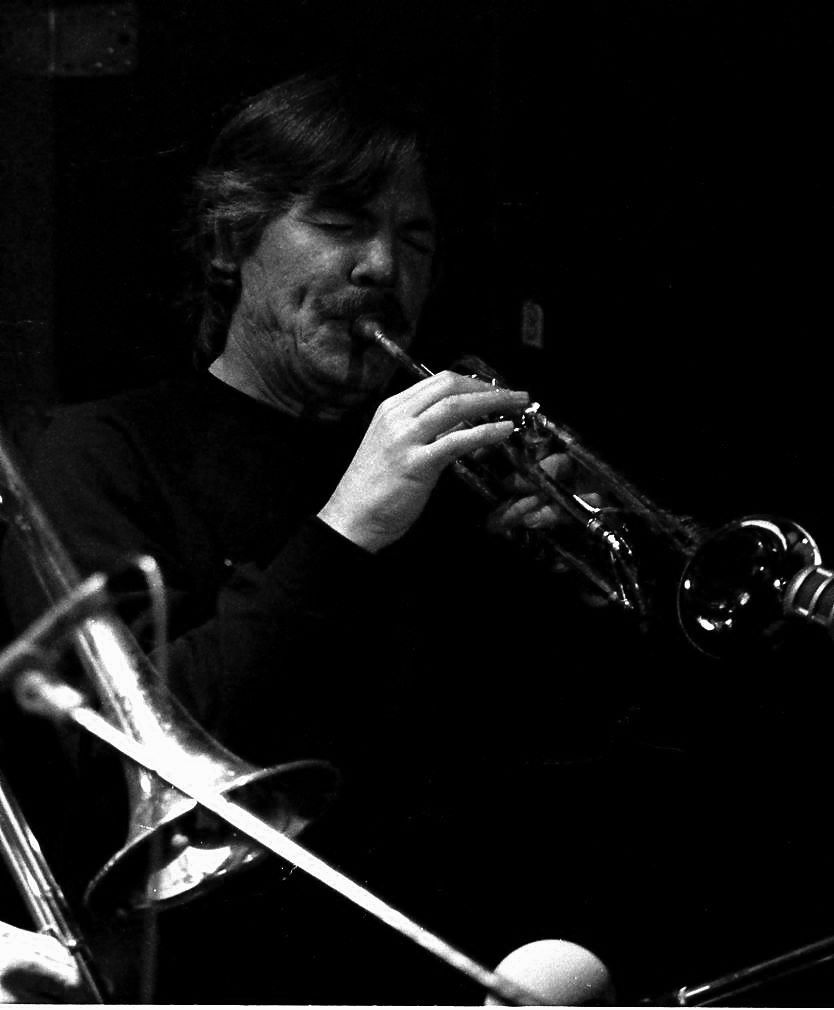
Manfred Schoof 1984 in Hamburg

Im Neobop floss das Bop-Spiel mit dem Strom des modalen Jazz zusammen, wobei der alles überragende Einfluss John Coltranes deutlich wird; Musiker wie Jack Walrath, Jon Faddis, Franco Ambrosetti, Lew Soloff, Hannibal Marvin Peterson, Terumasa Hino und Randy Brecker sind Trompeter dieser Richtung. Musiker des neuen Traditionalismus um Wynton Marsalis führten diese Entwicklung weiter; hierzu zählen Terence Blanchard, Wallace Roney, Philip Harper, Roy Hargrove, Brian Lynch und Tom Harrell, die eine Neubewertung der Jazztradition – teilweise in eklektischer Weise – aus dem Licht des Bop vornehmen. Die herausragende Stellung nahm in dieser Bewegung Wynton Marsalis (* 1961) ein; während seine Anfänge noch unter dem Vorzeichen der großen Hardbop-Trompeter wie Clifford Brown, Lee Morgan und Freddie Hubbard standen, gelang es ihm später, den Hardbop von seinem begrenzten Formelkanon zu lösen. Marsalis begründete sein Vorgehen wie folgt: „Bevor man versteht, was die Erweiterung einer Sache ist, muss man verstehen, was diese Sache eigentlich ist“.

### Freies Spiel / Don Cherry
Don Cherry (1936–1995), der seine Karriere als Mitglied des Ornette Coleman Quartetts begann, gilt als der „Poet des Free Jazz“, mit einem Spiel von großer, intimer, leuchtender Ausdruckskraft. Er wurde mit seinen zahlreichen Projekten in Europa wie etwa der Band Codona ein Exponent der Weltmusik; nach Berendt stehen alle übrigen Trompeter des Free Jazz im Schatten Cherrys, wie Lester Bowie (1940–1999), Trompeter im Art Ensemble of Chicago, Bobby Bradford (* 1934), Wadada Leo Smith (* 1941), Lawrence Butch Morris (1947–2013), Don Ellis (1934–1978), Toshinori Kondō und Michael Mantler (* 1947).
Insbesondere die Leistungen Bowies haben die Generation von amerikanischen Musikern der 1980er Jahre geprägt; Olu Dara, Baikida Carroll, Herb Robertson, Rasul Siddik, Stanton Davis, Paul Smoker sind hier zu nennen. Ausgehend vom Fundament des Free Jazz haben seit den 1960er Jahren auch eine Reihe europäischer Trompeter ihr eigenes Spiel entwickelt; die wichtigsten sind Harry Beckett (1935–2010), Ian Carr, Kenny Wheeler (1930–2014), Palle Mikkelborg, Paolo Fresu (* 1961), Enrico Rava (* 1943), Tomasz Stańko (1942–2018), sowie Axel Dörner, Thomas Heberer, Herbert Joos (1940–2019), Manfred Schoof (* 1936), Matthias Schriefl, Markus Stockhausen und Reiner Winterschladen in Deutschland.

## Jazz-spezifische Spieltechniken

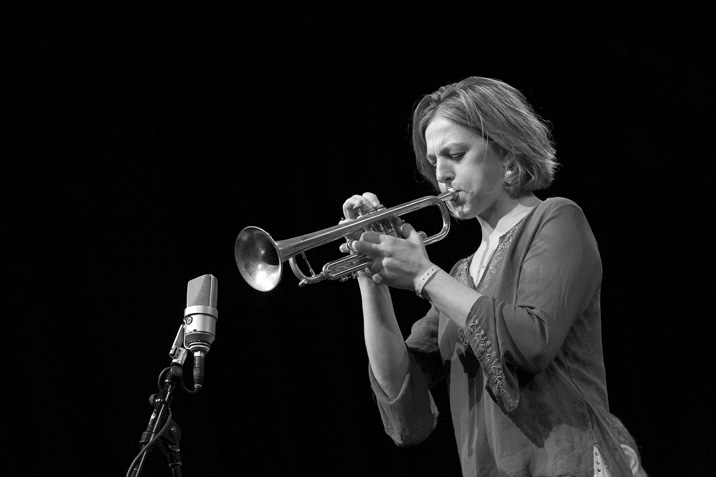
Ingrid Jensen (North Sea Jazz Festival 2008)

Jazzmusiker wenden beim Trompetenspiel oftmals Techniken an, die in der klassischen Ausbildung nicht vermittelt werden. Dazu gehören insbesondere:
- false fingering, d. h. unübliche Griffkombinationen wie z. B. Ventil 1+3 für das g1 und das d2 (anstatt ohne Ventil und Ventil 1). Diese Technik wurde generell insbesondere von Bix Beiderbecke aber vereinzelt beispielsweise auch von Louis Armstrong angewandt (Potato Head Blues)
- Growl, expressive Töne kombiniert aus einer bestimmten Zungentechnik mit der Bewegung eines Plunger-Dämpfers vor dem Schalltrichter. Bekannt für diese Spielweise waren insbesondere Bubber Miley und Cootie Williams.
- screaming, das Spielen extrem hoher Töne im Notenbereich g’’’ bis g’’’’. Diese schwierige Technik findet sich etwa bei Cat Anderson, Maynard Ferguson oder Arturo Sandoval.
- shake, auch fälschlicherweise „Lippentriller“ genannt, der durch eine Auf- und Ab-Bewegung des Zungenrückens entsteht
- bend, das Abrutschenlassen des Tones
- smear, das „Verschmieren“ des Tones durch nur teilweise gedrückte Ventile

### Jazz- und klassische Trompeter
Die frühen Jazztrompeter waren ganz überwiegend Autodidakten, sie verfügten in der Regel nicht über eine klassisch fundierte Ausbildung.
Heute haben die meisten Interpreten eine Musikschule und/oder ein Konservatorium absolviert; häufig beschränken sie sich nicht auf das Spielen von Jazzmusik. Eine Einteilung in Jazztrompeter und Nichtjazztrompeter wird dadurch zunehmend fragwürdiger.